# Brieštie
Brieštie é um município da Eslováquia, situado no distrito de Turčianske Teplice, na região de Žilina. Tem 11,17 km² de área e sua população em 2018 foi estimada em 134 habitantes.

## Demografia
| Ano:        | 1994 | 2004    | 2014    | 2024   |
| ----------- | ---- | ------- | ------- | ------ |
| Broj ljudi: | 183  | 159     | 138     | 128    |
| Razlika:    |      | -13,11% | -13,20% | -7,24% |

| Ano:               | 2023 | 2024   |
| ------------------ | ---- | ------ |
| Número de pessoas: | 133  | 128    |
| Diferença:         |      | -3,75% |